# ییرژی اشتاینر
ییرژی اشتاینر (انگلیسی: Jiří Štajner؛ زادهٔ ۲۷ مهٔ ۱۹۷۶) یک بازیکن فوتبال اهل جمهوری چک است.
وی همچنین در تیم ملی فوتبال جمهوری چک بازی کرده‌است.